# あ・うん
『あ・うん』は、1980年3月9日から3月30日までNHKで放送された向田邦子脚本のテレビドラマ。テレビドラマとして続編が制作され、1981年5月17日から6月14日まで放送された。
向田は大人の恋の物語としてこのドラマを続ける意向であったが、1981年8月に飛行機事故で急逝したため中断した。
向田自身により、同名で小説化されている。向田の唯一の長編小説であり、1981年に文藝春秋から刊行された。
1989年に映画化され、2000年には正月スペシャルドラマとしてTBSで放送された。

## 概要
昭和初期の山の手を舞台とした、製薬会社のサラリーマンの水田仙吉と親友の実業家門倉修造、門倉に思われる仙吉の妻たみ、仙吉夫婦の一人娘さと子、門倉の愛を得られぬ妻の君子を中心とした、暗い昭和の支那事変前夜の庶民の暮らしを描いている。
タイトルの「あ・うん」は、仙吉の父初太郎がこの2人をさして「神社を守っている狛犬の阿（あ）と吽（うん）だ」と評したことが作品の中で示されている。

## あらすじ

### 登場人物
門倉修造(43歳)
鋳物工場経営者。妻の君子との間に子供はなく、妊娠した、仙吉の妻たみの子を欲しいと懇願する。仙吉の部下の使い込みを埋め合わせるために五千円を仙吉に貸すが、軍縮の不景気で会社が倒産。
水田仙吉(43歳)
名前は志賀直哉の「小僧の神様」から向田が採用。夜学を卒業。小さな製薬会社の松山出張所所長から本社課長に栄転し、5年ぶりに東京に戻る。芝白金三光町の借家（家賃30円）に居住。門倉とは陸軍での「寝台戦友」。
水田たみ(39歳)
仙吉の妻。帰京早々、妊娠、その後腹を強打して流産する。門倉の好意を知るが、弥次郎兵衛のごとく均衡をたもつ。
門倉君子(39歳)
門倉の妻。門倉が肺病でサナトリウムに入っていた時の看護婦であった。禮子の妊娠を知り、自殺を計画する。
水田さと子(18歳)
仙吉夫妻の一人娘。肺病にかかる。半年の静養を言い渡される。君子の勧めで帝大出の辻本と見合いをするが、仙吉の事情で破談にされる。
三田村禮子
カフェの女給。門倉の子を妊娠する。
水田初太郎(74歳)
仙吉の父。元・山師。四星物産で出世するが、山林の材木投機にとりつかれ破産し、仙吉は結果として、夜学出となる。仙吉の貯金を妻のたみから用立ててもらうが、仙吉に知れて以来、初太郎と仙吉は決裂し、死ぬまで口を利（き）かなくなった。

## テレビドラマ（NHK）

### 『ドラマ人間模様 あ・うん』
1980年3月9日から3月30日にかけて、NHK総合『ドラマ人間模様 あ・うん』として全4話が放映された。
かつて松竹ホームビデオからVHSが販売されていた他、現在は2013年12月26日にNHKスクエアから発売されたDVDが流通している。

#### キャスト
- 水田仙吉：フランキー堺
- 門倉修造：杉浦直樹
- 水田たみ：吉村実子
- 門倉君子：岸田今日子
- 水田さと子：岸本加世子[4]
- 三田村禮子：池波志乃[5]
- 水田初太郎：志村喬
- 梅子：伊佐山ひろ子（第1回、第2回）
- 大友金次：上田忠好（第1回）
- 魚屋の御用聞き：桐原史雄（第1回）
- 鰻屋の出前持：藤田安男（第1回）
- 車掌：松熊信義（第1回）
- 医師：中島元（第1回）
- ミドリ：黒須薫（第1回、第2回）
- 女給：松本マツエ、太田いくよ、七瀬麻衣子（第1回、第2回）
- 金歯：殿山泰司（第2回〜最終回）
- イタチ：田武謙三（第2回〜最終回）
- ペチョーリンスカヤ：ジェーニャ・ガルムシェワ（第2回）
- 看護婦：三沢もとこ（第2回）
- 紙芝居屋：森下正雄（第2回）
- 辻本研一郎：市山登（第3回、最終回）
- 若い娘：香山エリ、小西美千代、桂川まつみ（第3回、最終回）
- 風呂番：里木佐甫良（最終回）
- 旅館おかみ：花岡菊子（最終回）
- 番頭：松田茂樹（最終回）
- イタチの嫁：島田零子（最終回）
- 産婆：筧豊子（最終回）

#### スタッフ
- 作：向田邦子
- 風俗考証：喜多川周之
- 刺しゅう指導：伊藤磨理子（第1回）
- ラジオアナウンサー：島野冨之助（第1回、最終回）
- バイオリン指導：小林紀久子（第2回）
- 琴指導：米川裕枝（第3回）
- 制作：小林猛
- 美術：鯛正之輔（第1回、第3回）、小針明（第2回、最終回）
- 技術：斉藤政雄（第1回、第3回）、吉村政明（第2回、最終回）
- 効果：大八木健治（第1回、最終回）、岩田紀良（第2回、第3回）
- 照明：藤田弘道（第1回、第3回）、堀川二三男（第2回、最終回）
- カメラ：吉野照久（第1回、第3回）、小林正彦（第2回、最終回）
- 音声：平野公一（第1回、第3回）、宮下謙佐（第2回、最終回）
- 記録：那須正尚
- 演出：深町幸男（第1回、第3回、最終回）、渡辺丈太（第2回）
- 制作主任：菅野高至（ノンクレジット）
- 挿入曲：トマゾ・アルビノーニ作曲「弦楽とオルガンのためのアダージオ」（ノンクレジット）

### 『ドラマ人間模様 続あ・うん』
1981年5月17日から6月14日にかけて、NHK総合『ドラマ人間模様 続あ・うん』として全5話が放映された。
かつて松竹ホームビデオからVHSが販売されていた他、現在は2013年12月26日にNHKスクエアから発売されたDVDが流通している。

#### キャスト
- 水田仙吉：フランキー堺
- 門倉修造：杉浦直樹
- 水田たみ：吉村実子
- 門倉君子：岸田今日子
- 水田さと子：岸本加世子
- 三田村禮子：池波志乃（第1回〜第3回、最終回）
- 作造：笠智衆（第1回〜第4回）
- 石川義彦：永島敏行
- まり奴：秋野暢子（第1回〜第3回）
- 金歯：殿山泰司（第1回〜第4回）
- イタチ：田武謙三（第1回〜第4回）
- お内儀：白石奈緒美（第1回、第2回）
- 僧侶：小野台静（第1回）
- 守：大曲康弘（第1回〜第3回、最終回）
- 芸者：神楽坂あさ子、神楽坂〆香、神楽坂和子（第1回）
- 劇団員：川口啓史、古田正志、森一、嶋崎秀信、及川以造、星野遊、吉井元美（第2回〜第4回）
- 軍人：松田章（第2回）
- 庄吉：今福将雄（第3回、第4回）
- タミ：野村昭子（第3回、第4回）
- 玄米パン売り：小寺大介（第3回）
- 近所の奥さん：矢野泰子（第3回）
- 刑事：藤山浩二、斉藤司（第4回）
- 下宿のおばさん：大月優子（第4回）
- 鉄次：志村喬（最終回）
- 芸者：峯田智代、真木亮子、浅草花寿美、浅草ひな子（最終回）
- 三味線：豊藤美（最終回）
- 太鼓：小河原廣子（最終回）
- 老婆：秋月喜久枝（最終回）

#### スタッフ
- 作：向田邦子
- 風俗考証：喜多川周之
- 琴指導：米川裕枝（第2回、第4回）
- 制作：勅使河原平八
- 美術：足立正美（第1回〜第3回、最終回）、斉藤利明（第4回）
- 技術：稲垣恵三（第1回、第2回、最終回）、安藤和夫（第3回、第4回）
- 効果：大和定次
- 照明：福島輝雄（第1回、第2回、最終回）、木下正雄（第3回、第4回）
- カメラ：白井政治（第1回、第2回、最終回）、奥村重喜（第3回、第4回）
- 音声：太田進溌（第1回、第3回、最終回）、渡辺秀男（第2回、第4回）
- 記録：久松有子
- 演出：深町幸男（第1回、第2回、最終回）、加藤郁雄（第3回、第4回）
- 挿入曲：トマゾ・アルビノーニ作曲「弦楽とオルガンのためのアダージオ」（ノンクレジット）

### タイトル・視聴率
出典「テレビ視聴率季報（関東地区）」ビデオリサーチ。

#### 第1シリーズ
- 第1回「こま犬」（14.3%）
- 第2回「蝶々」（11.4%）
- 第3回「青りんご」（11.6%）
- 最終回「弥次郎兵衛」（11.2%）

#### 第2シリーズ
- 第1回「恋」（20.1%）
- 第2回「四角い帽子」（18.4%）
- 第3回「芋俵」（18.1%）
- 第4回「実らぬ実」（18.3%）
- 最終回「送別」（22.1%）

### ロケ地
- 氷川神社 (東京都港区赤坂)
- 氷川神社 (品川区)

## テレビドラマ（TBS）
2000年1月1日に『向田邦子新春ドラマ あ・うん』として放送。

### キャスト
- 水田仙吉：串田和美
- 水田たみ：田中裕子
- 門倉修造：小林薫
- 門倉君子：樋口可南子
- 水田初太郎：森繁久彌
- 水田さと子：池脇千鶴
- 辻本研一郎：窪塚洋介
- 金歯：竹中直人
- イタチ：柳谷寛
- 医者：四谷シモン
- 三田村禮子：高田聖子
- 筒井真理子
- 伊東貴明

ほか
- ナレーション：加藤治子

### スタッフ
- 脚本：筒井ともみ
- 演出：久世光彦
- 題字・タイトル画：中川一政
- 特殊メイク：江川悦子
- 技術協力：東通
- 美術協力：アックス
- スタジオ：緑山スタジオ・シティ
- 演出補：佐々部清、清水俊悟
- プロデューサー：三浦寛二、太田登
- 製作：TBS、カノックス

## 映画『あ・うん』
1989年11月3日に東宝系にて公開。カラー、ビスタビジョンサイズ。監督は降旗康男。主演は高倉健。富司純子（本作出演にあたり「寺島純子」より改名）や板東英二、宮本信子、富田靖子、真木蔵人らが脇を固め上品で感動的で温かい作品に仕上がっている。NHKドラマの第2シリーズまでを一つにまとめたストーリーになっている。東宝が1989年7月～1990年6月までに『冬物語』『マイフェニックス』『ガンヘッド』など、共同も含めて自社製作（東宝映画）した6本（前期より1本減）のうちの1本。地上波のテレビ初放送は、フジテレビ系列で当時放映されていた『ゴールデン洋画劇場』で1992年1月11日に放映された。

### あらすじ
新聞に「神風の覇業遂に成る」という見出しが躍る1937年（昭和12年）春。中小企業の社長・門倉修造が水田一家を迎えるための準備に忙しい。水田仙吉の娘・さと子は「だって、門倉さんはお母さんのこと好きだから」という。妻・たみは心の中を覗かれたようで否定する。水田が3年半ぶりに東京に帰り、一家ぐるみの付き合いが始まる。水田はつましいサラリーマンで性格も地味。門倉は軍需景気で羽振りがよく、妻・君子を女で泣かせてきた。二人は20数年来の「戦友」だった。
さと子は、君子の紹介で帝大生・石川義彦と見合いをした。二人は石川に狛犬の「阿吽」みたいだといわれる。夜学しか出ていない仙吉は身分不相応だと見合い話を断わる。しかし、2人の付き合いは隠れて続き、さと子が肺炎になると、石川は堀口大学訳の『ヴエルレエヌ詩集』を渡す。
仙吉の松山時代の部下の使い込みが発覚し、出世に響くと聞かされた門倉は、自社が倒産寸前にも関わらず、仙吉に5000圓を用立ててやる。隠れて石川とデートを重ねていたさと子は「修善寺」と書いていなくなり、捜しに行った温泉では水田夫婦が駆落ちに間違えられる。生真面目な仙吉は門倉に紹介された神楽坂の芸者・まり奴に入れあげる。門倉はまり奴を匿ったが、誤解から君子や仙吉を傷つける状況に。義彦が特高に捕まり、説得してくれと頼まれ、門倉は「みすみす実らないと分かっていても人は惚れるんだよ」という。その後、門倉はたみに惹かれていく自分に歯止めをかけようと、料亭で仙吉に喧嘩を売り、「顔つきが卑しくなったな」と水田家と絶縁する。さと子は「みんな本当のことを言わないで生きている」、「巷に雨の降るごとく」というのに対して、門倉は「わが心にも涙ふる」と答える。
仙吉はジャワ支店長として転勤することが決まり、門倉は最後の別れを言いに水田家を訪れた。仙吉の「入れるな」を制止して、たみが呼び止めたのち、仙吉自ら中に入れる。義彦も召集令状を受け取り、別れを告げに来る。門倉はさと子に雪の中を去る義彦を追わせ、水田家で久しぶりに三人で酒をくみ交わす。「さと子ちゃんは今夜一晩が一生だな」とつぶやき、たみは「門倉さんの行く場所がなくなっちゃう」と言う。

### キャスト
- 門倉修造：高倉健
- 水田たみ：富司純子
- 水田仙吉：板東英二
- 水田さと子：富田靖子
- 芸者 まり奴：山口美江
- 石川義彦：真木蔵人

- 上田耕一
- 八木昌子
- 稲垣昭三
- 小林勝彦
- 三谷昇

- 青木卓
- 掛田誠
- 西村譲
- 滝義章
- 藤村大樹
- 稲山玄
- 近藤正喜
- 渡辺照二
- 阪東豊之助
- 三遊亭吉窓
- 佐藤英明
- 葉梨勝美
- 内山将年

- 小河麻衣子
- 西尾知香
- 新海奈帆子
- ふじ松亀美恵
- 澤田薫
- 小林妙子
- 山崎優美
- 横田菊枝

- 旅館の番頭：大滝秀治
- 見知らぬ男：三木のり平
- 門倉君子：宮本信子

ほか

### スタッフ
- 監督：降旗康男
- 企画：市古聖智
- 製作：石井幸一、伊藤伴雄、進藤淳一
- 原作：向田邦子（文藝春秋刊）
- 脚本：中村努
- 撮影：木村大作
- 美術：村木忍
- 音楽：朝川朋之
- 録音：橋本泰夫
- 照明：増田悦章
- 編集：飯塚勝
- 助監督：大河原孝夫
- 衣裳考証：山田玲子
- スチール：橋本田鶴子
- 記録：石山久美子
- 製作担当者：徳増俊郎
- 撮影補佐：山田健一
- 監督助手：三好邦夫
- 撮影助手：信坂利文
- 美術助手：志村恒男
- 録音助手：池田昇
- 照明助手：入口正平
- 編集助手：小笠原義太郎
- ネガ編集：池田千恵子
- 効果：伊藤進一
- 特殊機械：鹿山和男
- 照明機材：山崎惣一郎
- 大道具：関森照夫
- 大道具組付：西田忠光
- 装飾：多胡啓一
- 電飾：田村正弘
- 衣裳：斉藤育子
- 衣裳考証補：森田空美
- 衣裳仕立：秋山幸輝
- 美粧：トキ・エンドウ
- 俳優係：前島良行
- 製作係：前田光治
- 所作指導：藤井宗哲
- 舞踊指導：坂本明江
- 三味線：ふじ松加奈子
- 演奏指導：中村雅都
- 題字：中川一政
- パナビジョン
- 協力：千代田きもの、加藤萬、セビロプロジェクトハナビシ、パルファン・クリスチャン・ディオール、東宝映像美術、東宝音楽出版、島田プロダクション
- スタジオ：東宝スタジオ、東宝ビルト、東宝録音センター
- 現像：IMAGICA
- 製作：東宝映画、フィルムフェイス

### 製作

#### キャスティング&演出
門倉修造役の高倉健が最初に決まり、奥さん（君子）役に宮本信子が決まった。次に水田たみ役を誰にやってもらおうかと監督の降旗康男が考え、降旗はNHKのテレビドラマの配役、水田仙吉 （フランキー堺）、門倉修造（杉浦直樹）、水田たみ（吉村実子）が皆いい人に描かれ、主人公3人が大変仲が良くて、向田邦子が描きたかった世界とは違うのではないかと思っていた。降旗は「美人のヒロインは2人の男に思われて当然と思っている一面があるし、彼女の旦那は"俺が妻と親友・門倉を裏で操っているんだ"と思っている。各々が相反する思いを抱きながら関係を保っているのが人間なんだと思ったんです。その関係性が戦時の中で崩されていくのは、どういうことだったのかを描きたいと思った」「"戦友"とは肩を組むだけじゃない。汚いものも含んでいる。でも、何かあったときには繋がる関係なのでは?」と考え、二番煎じ的なものはやりたくなかったが、それなら出来ると考えた。それで水田を板東英二、水田たみを寺島純子（当時）なら、少し違う世界が描けるのではないかと考えた。降旗が特に固執したのが板東英二の起用。降旗は「『俺はあいつ（門倉）を手玉に取っているんだ』という、どこかに嫌味のある人でないとダメだと考え、それは板東さんじゃないと表現できないと思ったんです。周囲からはずいぶん反対されました」と述べている。
寺島純子が出演すれば、1972年に四代目尾上菊之助（現：七代目尾上菊五郎）と結婚引退して以来、17年ぶりの映画女優復帰となるため、大きな話題を呼ぶことは間違いない。さっそく市古聖智、進藤淳一両プロデューサーと降旗の3人で六本木プリンスホテルで寺島に会い、出演交渉を行うと寺島は出演を承諾したが、条件があると市古・進藤両プロデューサーだけ残し、「絶対お父さん（俊藤浩滋）と岡田茂東映社長のところには、そちらから挨拶に行かないで下さい。もし挨拶が必要なら、私の方でやります。この作品は私が選んだものですので、あなた方が挨拶に行ったら私は出ません」とクギを刺された。1972年に結婚した際、俊藤からは「二度と映画に戻ってこないという決心がなければ結婚してはいかん」と言われ、「映画はやめる。映画には戻りません」と約束し、女優引退を断固反対した岡田には「仕事と家庭を両立させる自信はとてもない。どうか許してほしい」と頭を下げて、女優引退を承諾させた過去があるからだった。寺島はお世話になった方やファンを裏切る形で女優を引退することになったため、女優としての復帰には随分迷ったが、子供たちから「お母さんは子離れできないね」と言われてショックを受け、何をしようかと考えたら「自分には女優しかない」と考えていたら、本作とNHKの『詩城の旅びと』から同時にオファーがあり、藤純子（結婚前の芸名）として応援してくれたファンを許してもらうため、藤純子の名前は宝石箱に入れ、新たに富司純子として決意のリ・スタートをした。高倉健に寺島（富司）の出演を知らせたら、ビックリしていたという。

#### 撮影
撮影は1989年夏。水田の家族が住む家はメインの道路から奥へ入った突き当りだが、道路側から家、家側から道路のカットしか映さず、横は全く映らないためセットと見られ、門倉の会社も同じカット、後半のおでん屋、神楽坂設定の坂道などがセットと見られる。ただ45分くらいのところで水田と芸者まり奴（山口美江）が絡む神楽坂下設定の場面は大きな橋（牛込橋?）の上でセットには見えず。また数秒しか映らないが兵隊の帰還を祝うシーンで背後に東京駅らしき建物が映り、よく出来ている。
高倉やスタッフが「温泉で撮影しよう」と要望し、静岡県伊豆市修善寺温泉「新井旅館」とその周辺でロケが行われた。『アサヒグラフ』1989年9月8日号の高倉のグラビアは、このロケ中に時間を取って天城トンネルに行って撮影したもの。
高倉は今回の映画の中で一番気に入っているセリフは「人間は大切なことは言わない」と話していたという。

### 作品の評価

#### 興行成績
配収5億円。『AVジャーナル』1990年1月号には「アダルトを動員したが興行はいまひとつ」と、『映画年鑑』には「降旗・高倉コンビでそれなりの味を出したが、興行的には成功するまでに至らなかった」と書かれている。

#### 作品評
『朝日新聞』読書欄の「重松清さんと読む百年読書会」2009年6月7号の回でこの作品がとりあげられたが、男性読者からは「仙吉と門倉の関係が不自然」という意見が多く、女性読者からは2人の友情を肯定的にとらえる意見が多かった。

#### 受賞歴
- 作品︰第44回毎日映画コンクールで日本映画優秀賞

- 板東英二：第13回日本アカデミー賞で最優秀助演男優賞、第32回ブルーリボン賞で助演男優賞、第2回日刊スポーツ映画大賞で助演男優賞

- 真木蔵人：第13回日本アカデミー賞で新人俳優賞

### 映像ソフト
東宝ビデオより1990年6月1日にビデオが発売されている。114分、価格14,800円。DVDも何度か発売されている。